# Christian Samuel Theodor Bernd
Christian Samuel Theodor Bernd (1775-1854) német heraldikus, a tudományos heraldika egyik megalapítója.

## Élete
A jenai egyetemen teológiát tanult, majd házi tanítóként működött. 1807 és 1811 között Braunschweigben a német nyelv szótárát szerkesztette, majd Boroszlóban (Breslau) könyvtáros volt. 1813-ban a kalischi, 1815-ben a poseni gimnázium tanára. 1818-ban a bonni egyetem könyvtárának titkára lett, 1822-től haláláig a diplomatika, szfragisztika és heraldika rendes egyetemi tanára. 
Munkássága alapvető fontosságú volt a modern címertani tudomány kialakulása szempontjából. Számos, gyakran fölösleges német szakkifejezést hozott létre és kísérletet tett az nemheraldikus színek számának a gyarapítására és ezek rendes heraldikai színként való elismertetésére, de sikertelenül.

## Művei
- Allgemeine Schriftenkunde der sogenannten Wappenwissenschaft. I-II. Bonn, 1830
- Das Wappenwesen der griechen und Römer. Bonn, 1841
- Die Haupstücke der Wappenwissenschaft. Bonn, 1841-1849
- Wappenbuch der preußischen Rheinprovinz Bonn, 1835, kiegészítés Bonn, 1842
- Handbuch der Wappenwissenschaft. Leipzig, 1856